# Christophorus Laurinus
Christophorus Laurinus, född 30 juni 1642 i Linköping, död efter 1702, han var en svensk kyrkoherde i Törnevalla församling. 

## Biografi
Christophorus Laurinus föddes 30 juni 1642 i Linköping. Han var son till kyrkoherden Laurentius Laurinus den yngre och Helena Wallerius. Laurinus blev 3 oktober 1665 student vid Uppsala universitet och 16 december 1679 magister. Han blev 1682 rektor i Söderköping och 1691 kyrkoherde i Törnevalla församling. Laurinus blev 1691 kontraktsprost i Åkerbo kontrakt. Han var 1699 preses vid prästmötet. Laurinus levde åtminstone till 20 april 1702.

### Familj
Laurinus gifte sig första gången 1679 med Maria Johansdotter Widman (död 1694). Hon var dotter till kyrkoherden Johan Widman och Lispetta Laurin i Alsike socken. De fick tillsammans barnen Lars (född 1680), Johannes (född 1682), Helena (1683–1712), Daniel (1686–1734), Samuel (född 1688) och Ingeborg Catharina.
Laurinus gifte sig andra gången 1696 med Greta Sondell (1672–1712). Hon var dotter till kyrkoherden Nils Sundelius och Christina Achrælius i Håtuna socken. De fick tillsammans barnen Nils (1697–1751), Christopher (1698–1768), Carl Erik (1699–1756) och Christina (född 1701). Efter Laurinus gifte Greta Sondell om sig med kyrkoherden Anders Jäger i Husby-Sjutolfts socken.